# Tmeza
Tmeza (grč. τμῆσις, tmēsis = razdvajanje, rezanje) figura je dikcije u kojoj se unutar neke riječi ili dijelova riječi umeće nova riječ. Može se koristiti radi humora, ali i zbog nekih gramatičkih pravila.

## Primjeri
Tmeza u književnosti:
- Ovidijeve "Metamorfoze"

umjesto circumdant virum (circumdare = okružiti, vir = muškarac; = okružuju muškarca) stoji circum virum dant kako bi se i vizualno dočarala situacija
Tmeza zbog gramatičkih pravila:
- u hrvatskome jeziku - kad se neodređene zamjenice slažu s veznicima i, ni (itko, išta, ikakav, nitko, ništa, nikakav...) rabe se s prijedlozima te se oni umeću između veznika i odnosne zamjenice:

od nikoga → ni od koga
za ništa → ni za što
s nikakvim → ni s kakvim
s nikim → ni s kim, ni sa kim
s ikim → i s kim, i sa kim
uz nikakav → ni uz kakav